# تاریخ یهودیان در کره جنوبی

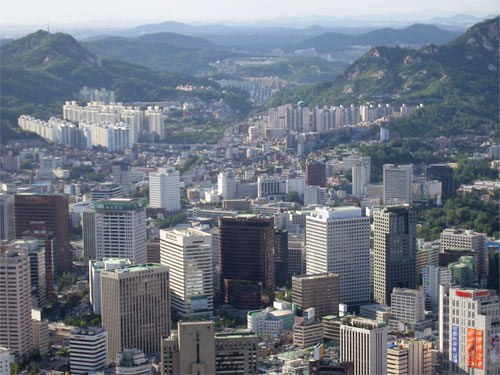
یهودیان کره جنوبی

نخستین حضور قابل توجه یهودیان در کره جنوبی به زمان جنگ کره بازمی‌گردد. در آن زمان صدها سرباز یهودی تحت امر ایالات متحده آمریکا برای جلوگیری از تسلط کمونیست‌ها بر سرتاسر شبه‌جزیره کره به آن کشور رفتند. یکیاز این سربازان حییم پتک بود که به عنوان کارگزار دینی با دیگر سربازان همراه بود و حاصل تجربیاتش را در دو کتاب «آیا من از خاکم؟» و «کتاب نورها» به رشتهٔ تحریر درآورد.  
امروزه عمدهٔ جامعهٔ یهودی کره در سئول ساکنند و شامل نظامیان آمریکایی و خانواده‌هایشان، بازرگانان، آموزگاران زبان، روزنامه‌نگاران و ... می‌شوند و از لحاظ جمعیتی پیوسته در نوسانند. 